# 아네도킷
〈아네도킷〉(일본어: あねどきっ)은 카와시타 미즈키 작가가 그린 일본 만화이다. 또한〈주간 소년 점프〉(슈에이샤)에서 2009년 32호부터 2010년 7호까지 연재되었으며, 아네도킷은 총 26화이다. 또한 국내에서는〈누나 두근?!〉이라는 타이틀로 학산문화사를 통해 3권 모두 정식 발매되었다.

## 줄거리
중학교 1학년인 오치아이 코우타는, 어디에나 있을 법한 평범한 중학생. 그런데 어느 날 아버지가 장기 출장으로 홋카이도에 가게 되어 혼자 집에 남게 된다. 그 때, 하기와라 나츠키라는 고등학생이 갑자기 코우타를 도와주겠다고 하여, 결국은 둘의 동거가 시작된다. 코우타는 나츠키가 불편하다고 생각하지만, 무방비한 나츠키의 매력에 매일매일을 위태롭게 보내고 있다.

## 등장인물
오치아이 코우타(落合洸太)
본작의 주인공으로, 중학교 1학년생. 아버지와 둘이서 살고 있었지만, 갑자기 아버지가 장기 출장을 가게 된다. 그때 나츠키가 갑자기 나타나, 그녀를 자신의 집에 머물게 한다. 그 이후 천진난만에 자유분방인 나츠키에게 휘둘리는 매일매일이 시작된다.
키가 작아 반에서 3번째이고, 수영도 못 하지만 점토 같은 것으로 가면을 만드는 재주가 있다. 코우타가 만든 귀신 가면이 문화제 귀신의 집에서 대 호평.
하기와라 나츠키(萩原なつき)
본작의 히로인으로, 하기와라 가의 차녀.
고등학교 2학년생. 흑발의 롱 헤어로, 장신이고 가슴도 큰 미소녀.
코우타가 먹고 있던 아이스크림을 잠깐 나눠먹은 것을 계기로 코우타에게 '보답'하는 차원으로 그의 집에서 머물게 된다. 코우타를 '코우짱'이라고 부르고 있다.
요리가 다니고 있는 상태이지만, 고등학생이라고는 생각할 수 없을 정도의 거금을 가지고 있거나, 메이드복을 입고 거리를 활보하거나 하는 등 일반적인 가출 고교생과 다른 미스테리어스하고 괴상한 존재. 자신의 정체를 알아내려고 코우타가 추적해 와도 시치미를 뗄 뿐이다.
코우타를 놀려먹고 재미있어하기도 하지만, 열등감 때문에 우울한 코우타에게 자신감을 가지게 하거나 하는 면으로 보아 상냥함과 애정도 가지고 있다.
사쿠라이 카나데(桜井奏)
코우타의 반 친구. 트윈테일의 미소녀로, 아이돌격 존재.
자기 현시욕구가 강해 같은 반의 남자들이 나츠키를 보고 헤벌레하는 것을 본 이후로 그녀에 대해 질투와 경쟁 의식을 가지게 된다.
불량배들 때문에 곤란해하던 찰나 도와주러 온 코우타를 이성으로 의식하기 시작함과 동시에 항상 코우타와 함께 있는 나츠키에 대한 적개심을 갖게 된다. 불꽃놀이 축제에서 코우타에게 고백하려고 하나, 굳어 있는 코우타의 얼굴을 보고 제대로 말하지 못한다. 그 후 개학날 머리를 자르고 숏컷으로 등장하게 된다.
하기와라 치아키(萩原ちあき)
나츠키와 하루키의 여동생으로, 하기와라 가의 삼녀.
여중에 다니고 있는 중학교 3학년생. 애칭은 '치아'. 나츠키와는 대조적으로 조금 성격이 급하고 여러 부분에 결벽한 성격이 드러난다. 하지만 나츠키보다는 더 예의바르고, 덜 엉뚱한 듯. 나츠키가 없어진 이후로 그녀를 찾았으나, 나츠키가 집으로 돌아갈 생각이 없어서 그녀가 돌아올 때까지 자신도 같이 코우타의 집에 묵기로 한다. 머리가 좋고 확실한 성격이지만, 가사는 서툴다.
하기와라 하루키(萩原はるき)
나츠키와 치아키의 언니로, 하기와라 가의 장녀.
세계적인 유명 속옷 브랜드의 사장이며, 나츠키에게 싸움법을 가르쳐준 스승이기도 하다.

## 발매정보

### 단행본
1. 〈수수께끼의 누님 내습!!〉 2009년 12월 4일 발매 (ISBN 978-4-08-874782-8)
2. 〈잠들 수 없는 투나잇♥〉 2010년 2월 4일 발매 (ISBN 978-4-08-870002-1)
3. 〈좋아해〉 2010년 4월 2일 발매 (ISBN 978-4-08-870028-1)

#### 부록 만화
1권의 부록으로 〈카나데의 탐정 걸 스쿠프〉라는 2페이지 단편 만화가 수록되어 있다.
2권의 부록으로 〈이누마루다싯〉과의 콜라보레이션 2페이지 단편 만화가 수록되어 있다.
3권의 부록으로 본편의 후일담이 3페이지 수록되어 있다.